# Harm Bengen

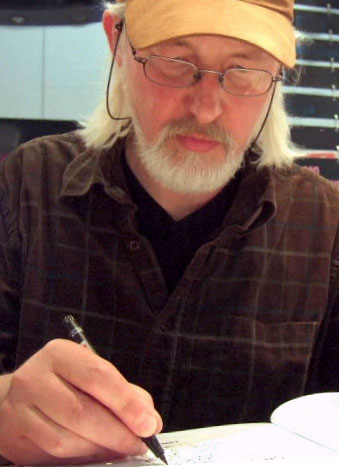
Harm Bengen (2007)

Harm Bengen (* 25. März 1955 in Arle/Ostfriesland) ist ein deutscher Cartoonist. Zurzeit wohnt er in Norden.
Unter dem Titel Alltagsskizzen nimmt er gängige Aussprüche und Szenen aus dem Alltag und verleiht ihnen eine völlig neue, witzige Bedeutung. Neben Cartoons zu allgemeinen Themen arbeitet er auch als politischer Karikaturist für mehrere Zeitungen.

## Werke
Zu seinen Veröffentlichungen gehören unter anderem:
- Störtebeker (Ein historisches Skizzenbuch der letzten zehn Lebensjahre des bekanntesten deutschen Piraten)

Lappan Verlag, 1993, Neuauflage 2010
- Sandra Bodyshelly (Serie, erotische Vampir-Comedy)
  - Band 1 – Eine erotische Horrorkomödie, 1990
  - Band 2 – Kreuz des Südens, 1992
  - Band 3 – Prinzessin der Dunkelheit, 1994
  - Band 4 – Die Schlange der Versuchung, 1996
  - Band 5 – Dominight, 1998
  - Band 6 – Astaroth, 2000
  - Band 7 – Blut und Spiele, 2002
  - Band 8 – Vogelfrei, 2004

Alle B&L bei Carlsen Comics, Erstauflage Bd. 1–6 bei Edition Kunst der Comics
- Ulfert – Ein Original mit Untertiteln
(Eine Strip-Sammlung des plattdeutschen Kultcomics aus der Stadtillustrierten BREMER)

Semmel-Verlach 1993

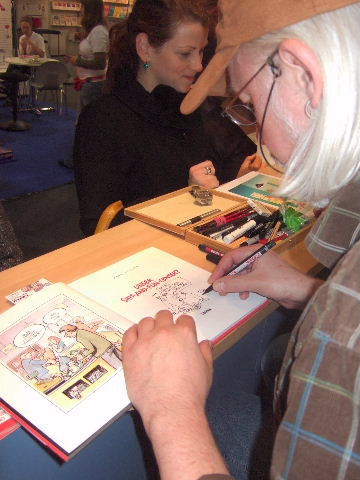
Über die Schulter geschaut

- Ulfert – Unterstützt euren Lokal-Helden
(Komplettausgabe der seit 1993 erschienenen Strips und Comics)

5 Firreler Verlag 2007
Cartoonbücher
- Alle sitzen auf der Dampfwalze (1988)
- Die Zauberflöte (1988)
- Traumberuf Büstenhalter (1990)
- Alle warten auf den weißen Hai (1990)

alle Bastei-Verlag
- Chronik des Wahnsinns (1987)
- Noch mehr chronischer Wahnsinn (1992)

beide Semmel-Verlach
- „Wollen Sie eine Tüte?“ (2002)
- „Alltagsskizzen“ (2005)
- „Unser Shit-and-Fun-Center“ (2007)
- „Willkommen in der Hölle“ (2009)

Lappan Verlag

## Ausstellungen
- 4. November bis 9. Dezember 2012: „Einen Psychiater haben wir doch alle nötig, oder?“, studioARCUS, Hannover
- 5. Mai 2013 bis 13. Juni 2013 Harm Bengen Werkschau in der Bremischen Bürgerschaft
- Willkommen in der Hölle, Werkschau, Caricatura in Kassel